# Чімен Бванга
Чімен Бванга (фр. Tshimen Bwanga, нар. 4 січня 1949, Елізабетвіль) — заїрський футболіст, що грав на позиції захисника. Африканський футболіст року (1973).
Виступав за клуб «ТП Мазембе», а також національну збірну Заїру. У складі збірної — володар Кубка африканських націй. Під час ігрової кар'єри його називали «чорним Беккенбауером», у зв'язку зі схожістю ігрового стилю.
У 2000 році Міжнародна федерація футбольної історії і статистики визнала Чімена Бвангу найкращим польовим гравцем Демократичної Республіки Конго в XX столітті. У 2006 році він був обраний Африканською конфедерацією футболу до списку 200 найкращих африканських футболістів за останні 50 років. 

## Клубна кар'єра
У дорослому футболі дебютував 1969 року виступами за команду «ТП Мазембе», кольори якої і захищав протягом усієї своєї кар'єри гравця, що тривала тринадцять років. З командою став чемпіоном ДР Конго у 1968 році та чемпіоном Заїру у 1976, а також володарем Кубка Заїру у 1979 році.

## Виступи за збірну
Виступав за національну збірну Заїру. Учасник чотирьох Кубків африканських націй (1970, 1972, 1974 та 1976 років). Разом зі збірною став континентальним чемпіоном в 1974 році в Єгипті, за підсумками турніру увійшов до символічної збірної. На турнірі в 1972 році Бванга також увійшов до символічної збірної.
У 1973 році він був визнаний футболістом року в Африці, в 1972 році він посів друге місце в цій номінації, поступившись Шеріфу Сулейману.
У кваліфікації на Чемпіонат світу 1974 року Бванга провів 9 матчів і допоміг Заїру стати першим учасником фінального етапу чемпіонату світу від Субсахарської Африки. На самому чемпіонаті світу, який проходив у ФРН, Бванга був заявлений під 4 номером. У своїй групі команда посіла останнє 4 місце, поступившись Шотландії, Бразилії та Югославії. Чімен зіграв у всіх 3 матчах, а команда встановила антирекорд чемпіонатів світу, пропустивши 14 голів і не забивши жодного.
Загалом протягом кар'єри у національній команді провів у її формі 28 матчів.

## Титули і досягнення

### Командні
- Чемпіон ДР Конго (2):

«ТП Мазембе»: 1969, 1976
- Володар Кубка африканських націй (1):

Заїр: 1974

### Особисті
- Африканський футболіст року: 1973